# Zidane (lied)
Zidane is een lied van de Nederlandse rapper Ashafar in samenwerking met de Nederlandse rapper KA. Het werd in 2023 als single uitgebracht.

## Achtergrond
Zidane is geschreven door Zakaria Abouazzaoui, Ayoub Chemlali en Monsif Bakkali en geproduceerd door Monsif. Het is een nummer uit het genre nederhop. In het lied rappen de artiesten over hoe succesvol zij zijn en vergelijken zij zichzelf met Zinédine Zidane. 
Het is niet de eerste keer dat de twee rappers met elkaar samenwerken. Dit deden zij eerder al op Mama bid en Guala.

## Hitnoteringen
De artiesten hadden succes met het lied in de hitlijsten van Nederland. Het piekte op de 39e plaats van de Nederlandse Single Top 100 en stond drie weken in deze hitlijst. De Nederlandse Top 40 werd niet bereikt; het kwam hier tot de negentiende plaats van de Tipparade.